# Scorpaena onaria
Scorpaena onaria — риба родини скорпенових. Зустрічається в водах південно-західної Пацифіки: Японія, Південна Корея, Тайвань.. Морська демерсальна субтропічна риба, сягає 30 см довжиною.